# نهائي كأس العالم 1934
التقى المنتخب الإيطالي نظيره التشيكوسلوفاكي في نهائي كأس العالم لكرة القدم في إيطاليا بتاريخ 10 يونيو عام 1934، والتي حضرها جمهور قدر بنحو 45 ألف متفرج، وفازت إيطاليا باللقب لتصبح أول منتخب أوروبي يحصل على الكأس العالمية وثاني منتخب دولي، وقد حازت المباراة على الإعجاب من جانب الجمهور الإيطالي والحكومة الإيطالية.

## الطريق للنهائي
| إيطاليا          | إيطاليا   | الجولة            | تشيكوسلوفاكيا  | تشيكوسلوفاكيا |
| ---------------- | --------- | ----------------- | -------------- | ------------- |
| الفريق المنافس   | النتيجة   | البطولة النهائية ‏ | الفريق المنافس | النتيجة       |
| الولايات المتحدة | 7–1       | الدور التمهيدي    | رومانيا        | 2–1           |
| إسبانيا          | 1–1 (1–0) | ربع النهائي       | سويسرا         | 3–2           |
| النمسا           | 1–0       | قبل النهائي       | ألمانيا        | 3–1           |

### ملخص المباراة
تقدمت تشيكوسلوفاكيا قبل 19 دقيقة متبقية عن طريق أنتونين بوتش. وحافظوا على الصدارة لمدة 10 دقائق فقط حيث أدركت إيطاليا التعادل عن طريق المهاجم رايموندو أورسي. بدون أي أهداف إضافية في التنظيم، أُجبرت المباراة على الدخول في النسخة الافتتاحية من الوقت الإضافي النهائي لكأس العالم. مع خمس دقائق من اللعب، تقدمت إيطاليا بهدف من أنجيلو سكيافيو وتمسكوا بالنصر.

## تقرير المباراة
| إيطاليا                        | 2–1 (ب.و.إ.) | تشيكوسلوفاكيا |
| ------------------------------ | ------------ | ------------- |
| أورسي 81' · أنجيلو سكيافيو 95' | تقرير        | بوتش 71'      |

| إيطاليا | تشيكوسلوفاكيا |

| إيطاليا:      |                    |
|               |                    |
| GK            | جانبييرو كومبي (c) |
| RB            | إرالدو مونزيليو    |
| LB            | لويجي أليماندي     |
| RH            | أتيليو فيراريس     |
| CH            | لويس مونتي         |
| LH            | لويجي بيرتوليني    |
| OR            | إنريكو غوايتا      |
| IR            | جوزيبي مياتزا      |
| IL            | جيوفاني فيراري     |
| OL            | رايموندو أورسي     |
| CF            | أنجيلو سكيافيو     |
| المدرب:       |                    |
| فيتوريو بوتسو |                    |

| تشيكوسلوفاكيا: |                         |
|                |                         |
| GK             | فرانتيشيك بلانيتشكا (c) |
| RB             | يوسف شتيروكي            |
| LB             | لاديسلاف تشينيشيك       |
| RH             | رودولف كرتشيل           |
| CH             | شتيفان كامبو            |
| LH             | يوسف كوشتاليك           |
| OR             | أنتونين بوتش            |
| IR             | أولدريتش نييدلي         |
| IL             | فرانتيشيك سفوبودا       |
| OL             | فرانتيشيك يونيك         |
| CF             | ييري سوبوتكا            |
| المدرب:        |                         |
| كاريل بيترو    |                         |

| قانون المباراة: - 90 دقيقة - وقت اضافي في حال التعادل |

## وصلات خارجية
- 1934 FIFA World Cup Final planetworldcup.com